# マンリオ・ブロジオ
マンリオ・ジョヴァンニ・ブロジオ（Manlio Giovanni Brosio、1897年7月10日 - 1980年3月14日）は、イタリアの法律家、外交官、政治家である。1964年から1971年までNATO事務総長を務めた。

## 生涯
ブロジオは1897年7月10日にトリノで生まれ、地元のトリノ大学で法律を学んだ。第一次世界大戦中はイタリア陸軍のアルピーニ連隊に砲兵士官として従軍した。戦後、大学を卒業して1920年に政界入りした。その後、ファシズムに反対したため、政治活動を禁じられた。
第二次世界大戦中、イタリアが1943年に連合国に占領された後、ブロジオは地下に潜り、国家解放委員会のメンバーとなった。戦後は政界に復帰し、副首相に就任した後、1945年に国防大臣に就任した。
1947年1月に駐ソ連大使に就任し、ソ連との平和条約交渉に携わった。1952年に駐英大使、1955年に駐米大使、1961年から1964年までは駐仏大使となった。
1964年5月12日、北大西洋条約機構は、ディルク・スティッケルの後任の事務総長にブロジオを選出した。同年8月1日に就任し、約7年務めた後、1971年9月3日に辞任を表明した。同年9月29日、リチャード・ニクソン米大統領から大統領自由勲章を授与された。
1955年6月2日にイタリア共和国功労勲章カヴァリエーレ・ディ・グラン・クローチェを受章した。
1980年3月14日にトリノで死去した。
歌手、ジャーナリストのヴァンナ・ブロジオは姪に当たる。